# Anchuras
Anchuras – gmina w Hiszpanii, w prowincji Ciudad Real, w Kastylii-La Mancha, o powierzchni 231,05 km². W 2011 roku gmina liczyła 349 mieszkańców.